# Henryk VII Hohenstauf
Henryk VII Hohenstauf (ur. 1211 na Sycylii, zm. 12 lutego (?) 1242 w Martirano, Kalabria) – król Sycylii od 1211 (jako Henryk II), król Rzymian od 1220 do 1235, książę Szwabii od 1216 (jako Henryk II).
Królem Sycylii został w roku swoich urodzin, kiedy to jego ojciec Fryderyk II jako król Sycylii wyruszył po koronę niemiecką. Dla papieża Innocentego III, miała to być gwarancja, iż przyszły cesarz nie będzie chciał zjednoczyć obu tych królestw. Regentką na tronie w Palermo została matka Henryka – Konstancja.
Wbrew woli papieża Fryderyk II postanowił jednak włączyć syna w swoje imperialne plany, mające na celu zjednoczenie Włoch i Niemiec. Pięcioletni Henryk, w roku 1216, został wybrany księciem Szwabii, a dwa lata później rektorem Burgundii, przez co został włączony w poczet władców Rzeszy. Kolejnym krokiem było koronowanie go na króla Niemiec. Za liczne ustępstw Książęta Rzeszy przystali na tę propozycję Fryderyka II. Elekcja odbyła się 20 kwietnia 1220 roku.
Na początku relacje syna z ojcem układały się bardzo dobrze. Kiedy w 1228 roku, Fryderyk II wyruszył na krucjatę, Henryk udaremnił knuty przez papieża Grzegorza IX, spisek antycesarski. Rzym wraz z księciem Bawarii Ludwikiem I Wittelsbachem, chciał bowiem zdetronizować Staufów, a na ich miejsce wprowadzić Welfa, Ottona z Luneburga. Henryk uprzedził jednak przeciwników i po szybkim ataku na Ratyzbonę pokonał Ludwika I i jako zakładnika wziął jego syna. Wkrótce pod naciskiem Książąt Rzeszy obawiających się wzrostu władzy królewskiej uszczuplonej wcześniej przez Fryderyka, Henryk został zmuszony do rozpuszczenia swojego szwabskiego wojska. Cesarz stanął po stronie książąt. Nie docenił starań króla o utrzymanie ojcowskiej władzy w Niemczech, co doprowadziło do konfliktu między nimi.
Od 1231 roku Henryk VII zaczął otwarcie buntować się przeciw ojcu. Uwięził nowego księcia Bawarii Ottona II Wittelsbacha, który tron w Ratyzbonie odziedziczył po zamordowanym ojcu Ludwiku I. Jednocześnie dokonał najazdu na oddanych cesarzowi: margrabiego Badenii Hermana V oraz hrabiów Hohenlohe. Kulminacją konfliktu był rok 1234, w którym Henryk zwołał do Boppard Sejm Rzeszy. Przy poparciu Szwabii i biskupów Augsburga, Würzburga i Wormacji wypowiedział posłuszeństwo cesarzowi. Wkrótce poszedł jeszcze o krok dalej i sprzymierzył się z największym wrogiem Fryderyka II – Ligą Lombardzką.
Większość świeckich Książąt Rzeszy stanęło jednak po stronie cesarza, który w 1235 roku wkroczył do Niemiec. Osamotniony Henryk ukorzył się przed ojcem. Fryderyk II nie był jednak miłosierny, nie tylko pozbawił go godności, królewskiej, ale także dożywotnio uwięził we Włoszech – najpierw w więzieniu o zaostrzonym rygorze w zamku Rocca di San Felice w Venozie. W 1242 postanowiono go przenieść do Nicastro – podczas podróży przez górskie przełęcze Henryk (VII), runął w przepaść. Najprawdopodobniej popełnił samobójstwo.

## Małżeństwa i potomstwo
W 1225 w Norymberdze poślubił Małgorzatę Babenberg, córkę Leopolda VI Sławnego – księcia Austrii, i Teodory Angeliny. Małgorzata była od niego starsza o 7 lat. W 1227, Małgorzata została koronowana na królową rzymską, a przed 1231 urodziła dwóch synów, którzy zmarli w młodym wieku: 
- Henryk (zm. w latach 1242–1245),
- Fryderyk (zm. 1251).

## Literatura
- Hauziński, J., Imperator „końca świata”. Fryderyk II Hohenstauf (1194-1250), Gdańsk 2000 ISBN 83-87291-68-4